# Simfonia núm. 3 (Schuman)
La Simfonia núm. 3 del compositor nord-americà William Schuman és una obra per a orquestra estrenada el 17 d'octubre de 1941 per l'Orquestra Simfònica de Boston dirigida per Serge Koussevitzky, a qui estava dedicada. Des de llavors, la simfonia s'ha convertit en una de les obres més interpretades de Schuman.